# USS Coral Sea (CV-43)
USS Coral Sea (CV-43) byla letadlová loď Námořnictva Spojených států, která působila ve službě v letech 1947–1990. Jednalo se o třetí a poslední postavenou jednotku třídy Midway.
Byla pojmenována podle Korálového moře, kde v roce 1942 proběhla námořní bitva. Objednána byla jako letadlová loď s označením CV-43, přibližně měsíc poté byla překlasifikována na velkou letadlovou loď CVB-43. Její stavba byla zahájena 10. července 1944 v loděnici Newport News Shipbuilding v Newport News ve Virginii. K jejímu spuštění na vodu došlo 2. dubna 1946, do služby byla zařazena 1. října 1947. V roce 1952 byla překlasifikována na útočnou letadlovou loď CVA-43, v roce 1957 byla odstavena a do roku 1960 přestavěna (včetně doplnění úhlové letové paluby). Do služby se vrátila v roce 1960, roku 1975 byla její klasifikace změněna na víceúčelovou letadlovou loď CV-43. Vyřazena byla 30. dubna 1990, o tři roky později byla prodána do šrotu. Během své služby se zúčastnila například války ve Vietnamu či americko-íránské krize s rukojmími.